# Han Xiangzi

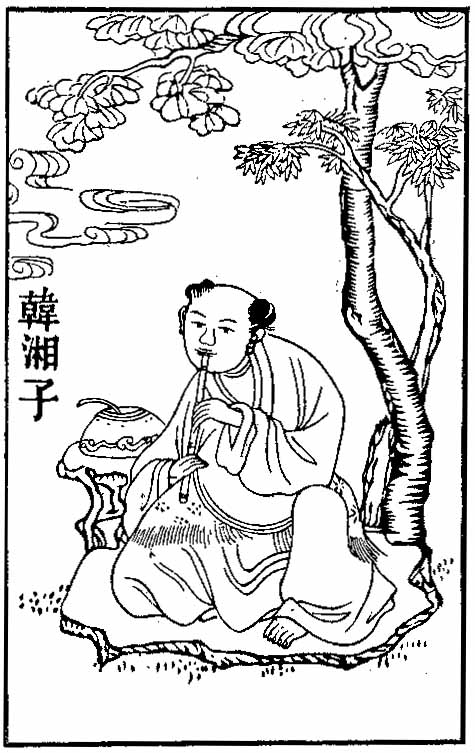
Han Xiangzi

Han Xiangzi (chinesisch 韓湘子, Pinyin Hán Xiāngzǐ, W.-G. Han Hsiang-tzu), auch Han Xian Zi, ist ein berühmter daoistischer Unsterblicher der chinesischen Mythologie. Er gehört zur Gruppe der Acht Unsterblichen. 
Angeblich war Han Xiangzi der Neffe oder Großneffe des Gelehrten Han Yu aus der Tang-Dynastie. 
Der Legende nach war er Musiker und Eremit. Er erlangte durch Meditation Unsterblichkeit und wird meist mit Fischertrommel und Klappern dargestellt, seit der Qing-Dynastie eher mit einer Flöte. Des Weiteren ist er der Schutzpatron der Musiker.